# Herschelschule in der Tellkampfstraße
Die Herschelschule in der Tellkampfstraße von Hannover, zunächst Städtische Realschule II zu Hannover genannt, ab 1925 auch Städtische Oberschule für Jungen Hannover und ab 1927 Städtische Herschelschule zu Hannover sowie mit Namensvarianten benannt, war eine im Zuge der Industrialisierung im 19. Jahrhundert, in der späten Gründerzeit des Deutschen Kaiserreichs errichtete Bildungseinrichtung. Standort der späteren Oberrealschule in dem schlicht als Herschelschule bezeichneten Schulgebäude war die Tellkampfstraße 7 im hannoverschen Stadtteil Oststadt.

## Geschichte
Die aus der Realschule III, der späteren Lutherschule hervorgegangene, anfangs dann Städtische lutherische Realschule II genannte Schule wurde am 17. April 1890 gegründet und stand  nur männlichen Schülern offen.
1894 bezogen die Schüler einen Neubau in der Tellkampfstraße 7. Über das von Paul Rowald errichtete Schulgebäude berichtete bald darauf die Zeitschrift des Architekten- und Ingenieurvereins zu Hannover.
1914 besuchten 391 Schüler die seinerzeitige Realschule, die auf 12 Klassen aufgeteilt waren. Zusätzlich waren 252 Schüler zudem auf sechs Vorschulklassen verteilt. Im Jahr 1914 musste für einheimische Schüler ein Schulgeld von 140 Mark (umgerechnet heute etwa 920 Euro) aufgebracht werden; für außerhalb Hannovers wohnende Kinder mussten die Eltern sogar bis zu 220 Mark entrichten.
Nach dem Ersten Weltkrieg wurde am 5. Dezember 1920 im Obergeschoss der Schule ein „Gedächtnisfenster“ zu Ehren der Gefallenen eingeweiht.
Zur Zeit der Weimarer Republik gaben Schüler der Herschel-Schule in den Jahren von 1928 bis zur Machtergreifung durch die Nationalsozialisten eine Schülerzeitschrift heraus unter dem Titel Das Teleskop.
Im Zweiten Weltkrieg verzeichnete das Auswärtige Amt von Großbritannien die in der „Tellkampfstr. 7“ gelegene Herschel-Schule noch 1944 in ihrer Schrift Germany Zone Handbook. Das Schulgebäude in der Tellkampfstraße 7 wurde im Zweiten Weltkrieg so stark zerstört, dass es aufgegeben wurde.
Nach dem Einmarsch der Alliierten wurde die Herschelschule im Herbst 1945 mit der damaligen Leibnizschule zur Vereinigten Leibniz- und Herschelschule vereinigt. Der Unterricht wurde zunächst im Gebäude der Sophienschule im Zooviertel wieder aufgenommen. Im Herbst 1947 wurde der Schulname zu Leibnizschule verkürzt.
Den Namen Herschelschule Hannover trägt seit 1960 ein neues Gymnasium in Hannover-Vahrenheide.

## Persönlichkeiten

### Lehrer
- 1902–1907: Ernst Karl Smalian (1860–1940), „Lehrer an der Herschelschule in Hannover“[13]

## Schriften (Auswahl)
- Städtische Realschule II zu Hannover. Inhalt: Schulnachrichten über das Schuljahr 1892/93 vom Direktor Dr. Rosenthal (= Progr.-Nr. 345), Hannover: Druck von Wilhelm Riemschneider, 1893; Digitalisat der Universitäts- und Landesbibliothek Düsseldorf
- Das Telescop. Schüler-Zeitung der Herschel-Schule Hannover, Jahrgänge 1928 bis 1933[4]

## Archivalien
Archivalien von und über die Herschelschule in der Tellkampfstraße finden sich beispielsweise
- in der Bibliothek für Bildungsgeschichtliche Forschung (BBF)
  - unter dem Eintrag Herschel-Schule (Hannover)[14]
  - als Urheber-Akte unter dem Titel Gutachterstelle des BIL – Personalberichte höherer Schulen – Hannover, Archivsignatur GUT PERS 824[15]
  - als biographische Notizen zum Lehrer Hubert Wösler[16]